# Croton cinerellus
Espèce
Croton cinerellus est une espèce de plantes à fleurs du genre Croton et de la famille des Euphorbiaceae, présente du Brésil (Minas Gerais, Mato Grosso) au Paraguay.
Il a pour synonyme :
- Oxydectes cinerella, (Müll.Arg.)